# FIPCAM
FIPCAM est une entreprise spécialisée dans l’exploitation forestière et le sciage au Cameroun.
L'entreprise s'appuie sur des capitaux européens, malgré la signification de son acronyme : Fabrique Camerounaise de Parquet. Elle dispose de plusieurs concessions d'exploitation, notamment autour de la réserve du Dja, et a été critiquée dans les années 2000 par Greenpeace et Les Amis de la Terre pour ses méthodes jugées dévastatrices pour la forêt.
La forêt du Cameroun est particulièrement dense, et l’exploitation sauvage et incontrôlée du bois dans ce pays d’Afrique centrale a contraint certaines populations à quitter leur milieu naturel. Des essences rares, comme le moabi par exemple, théoriquement interdites à l’exportation, sont abattues et les bois gagnent les ports européens, dont Bordeaux, Nantes ou La Rochelle, via le port de Douala.
L'activité de la FIPCAM inscrit désormais son activité dans un plan gouvernemental de développement durable des ressources forestières, avec une surveillance plus forte de l'administration, et la société cherche à contribuer davantage à l'amélioration des conditions environnementales et économiques du pays, de même qu'à la vie quotidienne des populations riveraines à ses sites d’implantations,. Le renouvellement ou pas de la certification OLB (Origine et légalité des Bois) par le Bureau Veritas est un point de tension.

## Chiffres clés
- Capacité de production : 2 000 mètres cubes de débités mensuel
- Nombre de séchage de bois : 4
- Effectif moyen : 662 employés répartis sur différents sites
- Certifié OLB (Origine et légalité des Bois)